# Gare de Hedel
La Gare de Hedel (en néerlandais Station Hedel) est une ancienne gare néerlandaise située à Hedel, dans la province du Gueldre.
La gare était située sur la ligne reliant Utrecht à Boxtel. Elle a été ouverte aux voyageurs de 1869 jusqu'en 1950. Elle n'est plus en service.